# Seven (David Bowie)
Seven is een nummer van Britse muzikant David Bowie en de vijfde track van zijn album 'hours...' uit 1999. Het nummer werd op 17 juli 2000 uitgebracht als de vierde en laatste single van het album. Net als enkele andere nummers van het album werd het oorspronkelijk geschreven voor de videogame Omikron: The Nomad Soul. De versie die gebruikt werd in deze game werd de demoversie genoemd op de singlereleases.

## Tracklijst
- Alle nummers geschreven door Bowie en Reeves Gabrels, behalve "I'm Afraid of Americans", geschreven door Bowie en Brian Eno.

Cd-versie 1 (Verenigd Koninkrijk)
1. "Seven" (Marius De Vries mix) - 4:12
2. "Seven" (Beck mix) - 3:44
3. "Seven" (Originele demo) - 4:05

Cd-versie 2 (Verenigd Koninkrijk)
1. "Seven" (Albumversie)" - 4:27
2. "I'm Afraid of Americans" (Nine Inch Nails-versie) - 5:30

- Deze versie bevat ook de videoclip voor "I'm Afraid of Americans".

Cd-versie 3 (Verenigd Koninkrijk)
1. "Seven" (live)
2. "Something in the Air" (live)
3. "The Pretty Things Are Going to Hell" (live)

- Deze nummers werden allemaal opgenomen tijdens Bowies concert in de Kit Kat Club in New York op 19 november 1999 in het kader van zijn Hours Tour.

Cd-versie 1 (internationaal)
1. "Seven" (Marius De Vries mix) - 4:12
2. "Seven" (Beck mix) - 3:44
3. "Seven" (live)
4. "Seven" (Originele demo) - 4:05
5. "Seven" (Albumversie) - 4:27

- Deze versie bevat ook de videoclip voor "I'm Afraid of Americans".

Promotieversie
1. "Seven" (Marius De Vries mix) - 4:12
2. "Seven" (Beck mix) - 3:44
3. "Seven" (Originel demo) - 4:05
4. "Seven" (Albumversie) - 4:27

## Muzikanten
- David Bowie: zang, akoestische gitaar
- Mark Plati: synthesizer, basgitaar
- Reeves Gabrels: elektrische gitaar
- Sterling Campbell: drums

## Hitnoteringen

### Nationale Hitparade top 50 /Single Top 100
| Hitnotering: 26-08-2000 | Hitnotering: 26-08-2000 | Hitnotering: 26-08-2000 |
| Week:                   | 1                       |                         |
| ----------------------- | ----------------------- | ----------------------- |
| Positie:                | 97                      | uit                     |